# ألفرد روبنسون (لاعب كرة قدم)
ألفرد روبنسون (بالإنجليزية: Alfred Robinson)‏ (1 يناير 1888 بمانشستر في المملكة المتحدة - ) هو لاعب كرة قدم بريطاني (وحمل سابقاً جنسية المملكة المتحدة لبريطانيا العظمى وأيرلندا) في مركز حراسة المرمى. لعب مع بلاكبيرن روفرز وDarwen F.C. (1870) ‏ ونادي غاينسبورو ترينيتي.